# ديبوتاتسكيي (ساها)
ديبوتاتسكيي (بالروسية: Депутатский) هي مدينة في جمهورية ياقوتيا في روسيا.
يبلغ عدد سكانها حوالي 3181 نسمة.

## المناخ
يظهر الجدول التالي التغييرات المناخية على مدار السنة لديبوتاتسكيي:
| البيانات المناخية لـديبوتاتسكيي                                              | البيانات المناخية لـديبوتاتسكيي | البيانات المناخية لـديبوتاتسكيي | البيانات المناخية لـديبوتاتسكيي | البيانات المناخية لـديبوتاتسكيي | البيانات المناخية لـديبوتاتسكيي | البيانات المناخية لـديبوتاتسكيي | البيانات المناخية لـديبوتاتسكيي | البيانات المناخية لـديبوتاتسكيي | البيانات المناخية لـديبوتاتسكيي | البيانات المناخية لـديبوتاتسكيي | البيانات المناخية لـديبوتاتسكيي | البيانات المناخية لـديبوتاتسكيي | البيانات المناخية لـديبوتاتسكيي |
| الشهر                                                                        | يناير                           | فبراير                          | مارس                            | أبريل                           | مايو                            | يونيو                           | يوليو                           | أغسطس                           | سبتمبر                          | أكتوبر                          | نوفمبر                          | ديسمبر                          | المعدل السنوي                   |
| ---------------------------------------------------------------------------- | ------------------------------- | ------------------------------- | ------------------------------- | ------------------------------- | ------------------------------- | ------------------------------- | ------------------------------- | ------------------------------- | ------------------------------- | ------------------------------- | ------------------------------- | ------------------------------- | ------------------------------- |
| الدرجة القصوى °م (°ف)                                                        | −8.2 (17.2)                     | −10.1 (13.8)                    | −0.7 (30.7)                     | 9.0 (48.2)                      | 25.0 (77.0)                     | 32.2 (90.0)                     | 34.9 (94.8)                     | 31.2 (88.2)                     | 21.2 (70.2)                     | 9.6 (49.3)                      | −0.9 (30.4)                     | −7.7 (18.1)                     | 34.9 (94.8)                     |
| متوسط درجة الحرارة الكبرى °م (°ف)                                            | −33.7 (−28.7)                   | −31.8 (−25.2)                   | −22.4 (−8.3)                    | −9.9 (14.2)                     | 3.4 (38.1)                      | 15.2 (59.4)                     | 18.3 (64.9)                     | 14.0 (57.2)                     | 4.4 (39.9)                      | −11.3 (11.7)                    | −26.4 (−15.5)                   | −31.7 (−25.1)                   | −9.3 (15.3)                     |
| المتوسط اليومي °م (°ف)                                                       | −37.8 (−36.0)                   | −36.4 (−33.5)                   | −29.6 (−21.3)                   | −17.3 (0.9)                     | −2.0 (28.4)                     | 9.3 (48.7)                      | 12.3 (54.1)                     | 8.4 (47.1)                      | 0.2 (32.4)                      | −15.5 (4.1)                     | −30.4 (−22.7)                   | −35.8 (−32.4)                   | −14.6 (5.7)                     |
| متوسط درجة الحرارة الصغرى °م (°ف)                                            | −41.9 (−43.4)                   | −40.7 (−41.3)                   | −35.9 (−32.6)                   | −25.1 (−13.2)                   | −7.4 (18.7)                     | 4.3 (39.7)                      | 7.0 (44.6)                      | 3.5 (38.3)                      | −3.2 (26.2)                     | −19.9 (−3.8)                    | −34.6 (−30.3)                   | −39.9 (−39.8)                   | −19.5 (−3.1)                    |
| أدنى درجة حرارة °م (°ف)                                                      | −59.6 (−75.3)                   | −57.5 (−71.5)                   | −53.5 (−64.3)                   | −50.3 (−58.5)                   | −35.2 (−31.4)                   | −10.1 (13.8)                    | −3.5 (25.7)                     | −8.8 (16.2)                     | −22.1 (−7.8)                    | −42.7 (−44.9)                   | −50.9 (−59.6)                   | −55.6 (−68.1)                   | −59.6 (−75.3)                   |
| الهطول مم (إنش)                                                              | 7 (0.3)                         | 7 (0.3)                         | 6 (0.2)                         | 8 (0.3)                         | 15 (0.6)                        | 30 (1.2)                        | 45 (1.8)                        | 43 (1.7)                        | 25 (1.0)                        | 15 (0.6)                        | 9 (0.4)                         | 7 (0.3)                         | 217 (8.7)                       |
| متوسط أيام هطول الأمطار (≥ 0.1 mm)                                           | 11.2                            | 10.0                            | 8.2                             | 7.6                             | 9.2                             | 11.1                            | 12.0                            | 12.3                            | 13.0                            | 15.5                            | 12.0                            | 10.4                            | 132.5                           |
| المصدر #1: http://climatebase.ru/station/24076                               |                                 |                                 |                                 |                                 |                                 |                                 |                                 |                                 |                                 |                                 |                                 |                                 |                                 |
| المصدر #2: https://en.climate-data.org/location/770836/ (precipitation only) |                                 |                                 |                                 |                                 |                                 |                                 |                                 |                                 |                                 |                                 |                                 |                                 |                                 |